# Montoya (Álava)
Montoya es un despoblado que actualmente forma parte de los concejos de Montevite, del municipio de Iruña de Oca, y Subijana-Morillas, del municipio de Ribera Alta, de la provincia de Álava, País Vasco (España).

## Historia
Documentado desde el siglo XIII, se desconoce cuándo se despobló.